# Nautilus pompilius
Nautilus pompilius (nomeada, em inglês, emperor nautilus, pearly nautilus e chambered nautilus; em francês, nautile flammé; em espanhol, nautilo común) é uma espécie de molusco cefalópode nectônico marinho do Indo-Pacífico, pertencente à família Nautilidae e à ordem Nautilida, sendo classificada por Carolus Linnaeus, em 1758, na sua obra Systema Naturae, junto à sua determinação de gênero (Nautilus). Possui o comprimento máximo de 25,4 cm, sendo a espécie maior, mais conhecida e mais bem distribuída destes moluscos; dotada de um umbílico preenchido por uma concreção, além de sua concha possuir marcações de cor avermelhada se estendendo por quase toda sua superfície, que varia, mas geralmente é constituída de listras irregulares que se irradiam do centro para a parte externa; porém o terço terminal de suas voltas é branco.

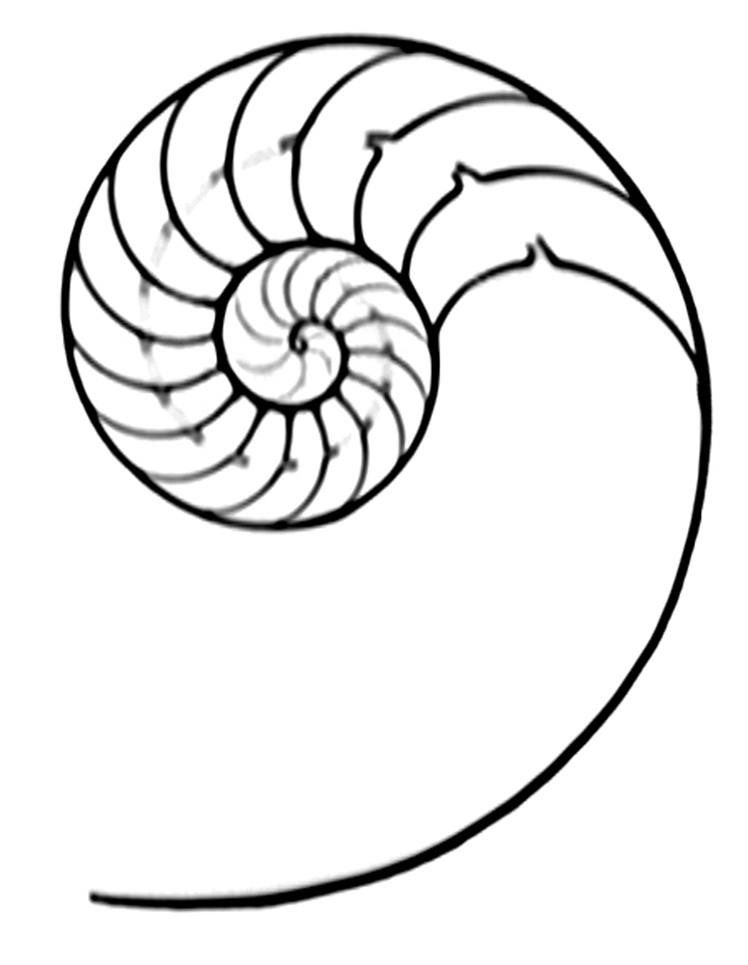
Esquema do interior de uma concha de N. pompilius. Como em todas as espécies de Nautilus ela tem câmaras que servem como tanques de flutuação, permitindo que o animal, que ocupa a última câmara, em sua abertura, mude de profundidade.[6][10] Sua espiral é convoluta (as últimas voltas engolem as voltas anteriores).

## Distribuição geográfica, habitat e hábitos
Trata-se de uma espécie associada a recifes de coral, habitando uma faixa de profundidade entre 60 e 240 m (podendo ir do nível médio do mar a 750 m) e se distribuindo das ilhas Andamão (no oceano Índico) para as Filipinas, Papua-Nova Guiné, e o nordeste e noroeste da Austrália, até Fiji (no oceano Pacífico). São necrófagos e predadores oportunistas; alimentando-se principalmente de crustáceos; dotados de células sensoriais na superfície interna de seus numerosos tentáculos sem ventosas, usadas para encontrar corpos de animais mortos.

## Diferenciação entreN. pompiliuseN. belauensis
Nautilus pompilius é muito semelhante à espécie Nautilus belauensis, compartilhando com esta um umbílico fechado, coberto por um calo (ou concreção). Difere desta com base em uma rádula modificada e nos sulcos finos e levantados através e ao longo da concha de N. belauensis, que formam uma textura de grade cruzada. A espécie belauensis (Palau nautilus) habita unicamente a região de Palau; atualmente sendo considerada, pela ciência, um taxon inquirendum.